# Sandy Martínez
Ángel Sandy Martínez Martínez (nacido el 8 de octubre de 1970 en Villa Mella) es un ex receptor dominicano que jugó en las Grandes Ligas de Béisbol. Martínez jugó para los Azulejos de Toronto (1995-1997), Cachorros de Chicago (1998-1999), Marlins de la Florida (2000), Expos de Montreal (2001), Indios de Cleveland (2004) y Medias Rojas de Boston (2004).

## Carrera

### Como jugador
Martínez fue firmado por los Azulejos de Toronto como amateur en 1990 e hizo su debut en las Grandes Ligas el 24 de junio de 1995. Fue cambiado a los Cachorros de Chicago el 11 de diciembre de 1997, por el jugador de ligas menores Trevor Schaffer. El 6 de mayo de 1998, Martínez se estaba desempeñando como receptor cuando el lanzador Kerry Wood empató el récord de ponches en un juego de 9 entrada. Martínez se convirtió en agente libre después de la temporada de 1999 y firmó con los Marlins de Florida el 6 de diciembre de 1999. Siendo agente libre al final de la temporada 2000, Martínez firmó con los Expos de Montreal el 17 de noviembre de 2000. Martínez jugó un partido para los Expos en 2001 y jugó en su filial Triple-A, los Ottawa Lynx en 2002. Para la temporada 2003, Martínez firmó con los Tampa Bay Devil Rays, pero fue liberado en el spring training.
El 8 de abril de 2003, firmó con los Reales de Kansas City y jugó en su filial Triple-A, los Omaha Royals. Después de ser liberado el 8 de junio de 2003, Martínez firmó con los Piratas de Pittsburgh el 20 de enero de 2004, pero antes de jugar un juego para los Piratas, Martínez fue cambiado a los Indios. Pasó la mayor parte de la temporada con la filial de Triple-A de Cleveland, los Buffalo Bisons, jugando un partido en Grandes Ligas con los Indios. El 31 de agosto de 2004, el contrato de Martínez fue adquirido por los Medias Rojas de Boston, donde jugó tres partidos antes de serle concedida la agencia libre al final de la temporada. El 15 de enero de 2005, firmó con los Tigres de Detroit, jugando 81 partidos en su filial de Triple-A, los Toledo Mud Hens. El 14 de diciembre de 2005, Martínez firmó un contrato de ligas menores con los Mets de Nueva York, jugando 85 partidos en su filial de Triple-A, los Norfolk Tides, y convertirse en agente libre al final de la temporada.
El 16 de noviembre de 2006, Martínez firmó un contrato de ligas menores con los Dodgers de Los Ángeles, pero no jugó en ningún partido de su organización antes de ser liberado y firmado por los Marlins de Florida. Martínez jugó tres partidos en la filial de Triple-A de los Marlins, los Albuquerque Isotopes, y se convirtió en agente libre al final de la temporada 2007.
En una carrera de ocho temporadas, Martínez fue un bateador de .230 con seis jonrones y 51 carreras impulsadas en 218 juegos.

### Como mánager
Martínez dirigió el equipo afiliado a los Nacionales de Washington en la Dominican Summer League durante la temporada de 2010 y fue reelegido mánager de los DSL Nationals para el 2011.